# Malfeytia guilielmi
Malfeytia guilielmi är en insektsart som beskrevs av Victor Lallemand 1925. Malfeytia guilielmi ingår i släktet Malfeytia och familjen lyktstritar. Inga underarter finns listade i Catalogue of Life.